# VdB 148
vdB 148 è una piccola nebulosa a riflessione visibile nella costellazione di Cefeo.
Si individua nella parte nordorientale della costellazione, circa 2° a sud della stella ζ Cephei, in direzione di una regione della Via Lattea molto ricca di nebulose oscure; il periodo più indicato per la sua osservazione nel cielo serale ricade fra i mesi di luglio e dicembre ed è notevolmente facilitata per osservatori posti nelle regioni dell'emisfero boreale terrestre. La nebulosa riflette la luce della stella HD 239856, una supergigante gialla con classe spettrale F2Iab avente magnitudine apparente pari a 8,59. Le stime sulla sua distanza basate sulla parallasse sono affette da grande imprecisione; una stima indica una distanza di circa 1640 parsec (5345 anni luce), altre stime invece portano a valutare la distanza attorno a 2700 parsec (8810 anni luce).